# Uni-app
uni-app是一个开放源代码的跨平台前端应用开发框架，由中华人民共和国的DCloud公司于2018年开发并维护。该框架基于Vue.js技术栈，允许开发者使用单一代码库构建可运行于iOS、Android、HarmonyOS NEXT、Web以及各类小程序（包括微信、支付宝、百度、今日头条、飞书、QQ、快手、钉钉、淘宝、360、京东、小红书）和快应用等多个平台的移动应用程序。

## 特性
uni-app采用基于Vue.js的开发范式，页面文件遵循vue单文件组件规范。其语言遵循ECMAScript，接口命名与微信小程序兼容。官方提供的HBuilderX集成开发环境，但也可使用标准的vue-cli开发工具进行开发。

## 生态
uni-app支持多种组件库，如Vant、Mint UI、uView等。

## 反响
uni-app吸引了上百万的开发者用户，有数十万应用案例，以及6.5亿月活跃手机用户。
uni-app的主要优势在于其强大的跨平台能力和完善的生态系统。这减少了不同平台间兼容的问题，显著提高了开发效率，降低了多平台开发的成本、难度和复杂度，适合个人和小企业使用。然而，该框架也存在一些局限性，包括在原生App性能方面相比纯原生开发略有损耗，以及部分复杂组件的耦合度较高等问题。